# ISO 3166-2:CN
ISO 3166-2:CN és el subconjunt per a la Xina de l'estàndard ISO 3166-2, publicat per l'Organització Internacional per Estandardització (ISO) que defineix els codis de les principals subdivisions administratives.
Actualment per a la Xina l'estàndard ISO 3166-2 està format pel sistema organitzatiu de primer nivell d'acord amb les seves províncies:
- 23 províncies
- 5 regions autònomes
- 2 regions administratives especials
- 4 municipalitats

Taiwan està inclòs com a província de la Xina a causa del seu status polític dins de les Nacions Unides, encara que de facto està sota la jurisdicció de la República de la Xina en comptes de la República Popular de la Xina, les Nacions Unides no reconeixen la República de la Xina i consideren Taiwan part de la República Popular de la Xina.
Cada codi es compon de dues parts, separades per un guió. La primera part és CN, el codi ISO 3166-1 alfa-2 per a la Xina. La segona part són dos dígits, els quals són designats al codi numèric Guobiao GB 2260, exceptuant Hong Kong i Macau, que utilitzen el 91 i 92 respectivament mentre que a l'estàndard GB 2260 els dígits són 81 i 82. El primer dígit indica la regió geogràfica on la subdivisió es troba:
- 1: Xina del Nord
- 2: Xina del Nord-est
- 3: Xina de l'Est
- 4: Xina del Sud central
- 5: Xina del Sud-oest
- 6: Xina del Nord-oest
- 7: Taiwan
- 9: Hong Kong i Macau (Regions Administratives Especials)

## Codis actuals
Els noms de les subdivisions estan llistades segons l'ISO 3166-2 publicat per la "ISO 3166 Maintenance Agency" (ISO 3166/MA).
| Codi  | Nom de la subdivisió (ca)                 | Nom de la subdivisió (zh) | Tipus de subdivisió           |
| ----- | ----------------------------------------- | ------------------------- | ----------------------------- |
| CN-11 | Pequín                                    | 北京 (běi jīng)           | Municipi                      |
| CN-12 | Tientsin                                  | 天津 (tiān jīn)           | Municipi                      |
| CN-13 | Hebei                                     | 河北 (hé běi)             | Província                     |
| CN-14 | Shanxi                                    | 山西 (shān xī)            | Província                     |
| CN-15 | Mongòlia interior (ca), (Nei Mongol) (mn) | 内蒙古 (nèi méng Gǔ)      | Regió autònoma                |
| CN-21 | Liaoning                                  | 辽宁 (liáo níng)          | Província                     |
| CN-22 | Jilin                                     | 吉林 (jí lín)             | Província                     |
| CN-23 | Heilongjiang                              | 黑龙江 (hēi lóng jiāng)   | Província                     |
| CN-31 | Xangai                                    | 上海 (shàng hǎi)          | Municipi                      |
| CN-32 | Jiangsu                                   | 江苏 (jiāng sū)           | Província                     |
| CN-33 | Zhejiang                                  | 浙江 (zhè jiāng)          | Província                     |
| CN-34 | Anhui                                     | 安徽 (ān huī)             | Província                     |
| CN-35 | Fujian                                    | 福建 (fú jiàn)            | Província                     |
| CN-36 | Jiangxi                                   | 江西 (jiāng xī)           | Província                     |
| CN-37 | Shandong                                  | 山东 (shān dōng)          | Província                     |
| CN-41 | Henan                                     | 河南 (hé nán)             | Província                     |
| CN-42 | Hubei                                     | 湖北 (hú běi)             | Província                     |
| CN-43 | Hunan                                     | 湖南 (hú nán)             | Província                     |
| CN-44 | Guangdong                                 | 广东 (guǎng dōng)         | Província                     |
| CN-45 | Guangxi                                   | 广西 (guǎng xī)           | Regió autònoma                |
| CN-46 | Hainan                                    | 海南 (hǎi nán)            | Província                     |
| CN-50 | Txungking                                 | 重庆 (chóng qìng)         | Municipi                      |
| CN-51 | Sichuan                                   | 四川 (sì chuān)           | Província                     |
| CN-52 | Guizhou                                   | 贵州 (guì zhōu)           | Província                     |
| CN-53 | Yunnan                                    | 云南 (yún nán)            | Província                     |
| CN-54 | Xizang (Tibet)                            | 西藏 (xī zàng)            | Regió autònoma                |
| CN-61 | Shaanxi                                   | 陕西 (shǎn xī)            | Província                     |
| CN-62 | Gansu                                     | 甘肃 (Gān sù)             | Província                     |
| CN-63 | Qinghai                                   | 青海 (qīng hǎi)           | Província                     |
| CN-64 | Ningxia                                   | 宁夏 (níng xià)           | Regió autònoma                |
| CN-65 | Xinjiang                                  | 新疆 (xīn jiāng)          | Regió autònoma                |
| CN-71 | Taiwan                                    | 台湾 (tái wān)            | Província                     |
| CN-91 | Hong Kong (ca), Xianggang (zh)            | 香港 (xiāng Gǎng)         | Regió administrativa especial |
| CN-92 | Macau (ca), Aomen (zh)                    | 澳门 (ào mén)             | Regió administrativa especial |

Notes
1. ↑  Els noms estan en xinès (zh) romanitzats amb el sistema Pinyin excepte quan es diu el contrari.
2. ↑  Nom escrit amb escriptura xinesa. La forma amb transcripció Pinyin amb accents diacrítics està entre parèntesis.

## Subdivisions incloses a l'ISO 3166-1
Tot i que estan inclosos com subdivisions de la Xina dins del seu subconjunt ISO 3166-2, Taiwan, Hong Kong i Macau també tenen oficialment assignat els seus codis de país propis a l'ISO 3166-1.
| Codi  | Nom de la subdivisió | Codi Alfa-2 | Codi ISO 3166-2 |
| ----- | -------------------- | ----------- | --------------- |
| CN-71 | Taiwan               | TW          | ISO 3166-2:TW   |
| CN-91 | Hong Kong            | HK          | ISO 3166-2:HK   |
| CN-92 | Macau                | MO          | ISO 3166-2:MO   |

A l'ISO 3166-1, Taiwan és llistat amb el nom de país "Taiwan, Província de la Xina".